# 星野昌彦
星野 昌彦（ほしの まさひこ、1932年3月22日 - ）は日本の俳人。愛知県豊橋市出身・在住。

## 経歴
内藤吐天に師事。「具象」主宰。1983年、第1回現代俳句協会新人賞受賞。1986年、第5回現代俳句協会評論賞受賞。2013年、第14句集『花神の時』で第68回現代俳句協会賞受賞。
作品は、俳句誌の「俳句研究」（角川マガジンズ）、「林苑」（林苑発行所）、「俳句」（角川文化振興財団）、「俳壇」（本阿弥書店）などにも発表されている。